# Yolande Bonhomme
Yolande Bonhomme, född 1490, död 1557, var en fransk tryckare.
Hon tillhörde de få boktryckarna av sitt kön verksamma i Paris vid denna tid. Hon blev verksam som tryckare efter sin makes död 1522. Hon anlitades av katolska kyrkan och Paris universitet, och uppges ha varit den första kvinna som tryckte bibeln. 